# Condado de Carbon (Wyoming)
O Condado de Carbon é um dos 23 condados do Estado americano do Wyoming. A sede do condado é Rawlins, que é também a sua maior cidade. O condado tem uma área de 20 627 km² (dos quais 176 km² estão cobertos por água), uma população de 15 639 habitantes, e uma densidade populacional de 0,76 hab/km² (segundo o censo nacional de 2000). O condado foi fundado em 1868.